# Franc-maçonnerie au Sénégal
La franc-maçonnerie au Sénégal  est importée d'Europe. Des loges maçonniques coloniales au XVIIIe siècle dont les ressortissants sont originaires d'Europe ou créoles sont la composante presque exclusive depuis la création de la première loge par le Grand Orient de France, en 1781, à Saint-Louis du Sénégal. Plusieurs francs-maçons ont illustré l’histoire de la colonisation française. La sphère de la société initiatique française a d'abord souffert des conflits avec l’Angleterre, notamment lors de la guerre de Sept ans et lors des luttes en faveur des insurgents américains. Les catastrophes naturelles du pays ont également ébranlé les temples maçonniques, mettant à mal la survie des activités qui s'y déroulaient. Si une partie de l'histoire de la franc-maçonnerie s'écrire, c'est grâce à l'importante présence de marins et de négociants en loge qui transportaient par navire de nombreuses lettres à propos du cours des activités et formulant d'éventuelles demandes.

## Histoire

### Prémices et import colonial au Nord

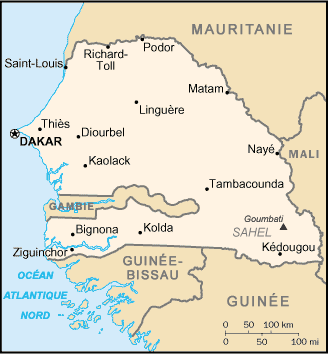
Carte du Sénégal.

Les pages de l'histoire maçonnique du Sénégal commencent à s'écrire dès la guerre de Sept Ans en 1756, durant laquelle de nombreux francs-maçons français sont impliqués dans la défense des territoires sénégalais. 
La maçonnerie fut introduite au Sénégal sous l'Ancien Régime avec la loge « Saint-Jacques des Vrais Amis Réunis » qui devint « Saint-Jacques de la Vertu » avant 1787. D'après l'historien Alain Le Bihan, la loge fut constituée à Saint-Louis par la Grande Loge de France, nommée alors Grande Loge « de Clermont », le 15 mars 1779. En effet, ce serait en faveur de Jean-Jacques Chorier, marchand tapissier et franc-maçon de la GLF qui partit au Sénégal que la première loge vu le jour. À la suite d'un échange de courriers, le Parisien est assuré de recevoir le titre de « Inspecteur général des Indes » permettant et légitimant l'application de la constitution de l'obédience française dans la colonie. La loge Saint-Jacques du marchand Chorier, qui en devient vénérable maître, semble active dès 1784.
Le journaliste Pierre Biarnès précise que la loge s'adresse alors surtout à des gradés de l'armée et à l'administration, tous deux majoritaires dans la ville naissante. Le monde du commerce lié à la Compagnie du Sénégal, et donc au commerce triangulaire, auquel viennent s'adjoindre quelques négociants établis à leur compte et de petits artisans constituent les adhérents de cette première maçonnerie sénégalaise.
L'état du Grand Orient de France mentionne lui l'année 1787 pour le début de la loge Saint-Jacques, comme le tableau des loges de la Grande Loge de France.

### Quatre loges maçonniques auXIXesiècle

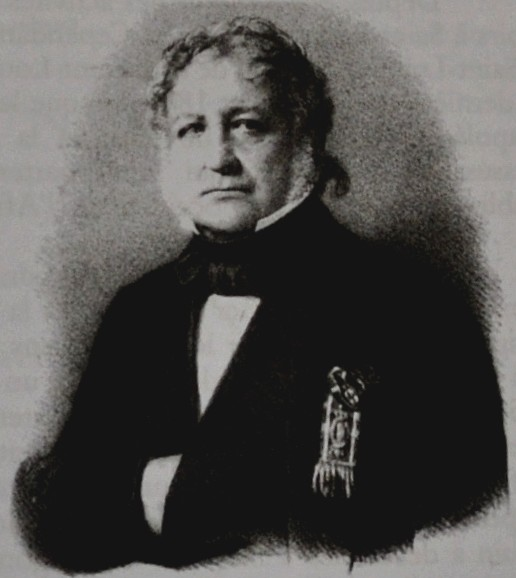
Jacques François Roger, gouverneur du Sénégal.

Les loges maçonniques françaises implantées au Sénégal sont, au début du XIXe siècle, peu actives dans la mesure où, entre 1809 et 1816, les Britanniques sont à nouveau maîtres de Saint-Louis. Des loges anglaises ont pu exister durant cette période, sans certitude à ce stade.

#### «La Parfaite Union»
Le 17 février 1824, la loge « La Parfaite Union » est régularisée par le Grand Orient, qui se mettra en sommeil treize ans plus tard, en 1837. Afin qu'une loge soit officialisée, il faut qu'une obédience lui accorde ses constitutions. L'influence coloniale veut ici que la loge, nouvellement fondée, s'adresse à la première obédience française. Le tableau, registre de l'association, de « La Parfaite Union » affiche alors qu'une douzaine de membres, tous issus de la Marine française ou négociants. Les marins viennent essentiellement des ports de Brest et de Marseille, où se trouvent leurs « loges mères ».
Alors que Jacques François Roger, appelé baron Roger, devient le vénérable d'honneur de « La Parfaite Union » en 1824, les effectifs maçonniques sénégalais semblent se développer. De nombreux membres de l'administration de Saint-Louis sont initiés. En juillet 1824, la loge se dote d'ailleurs d'un « souverain chapitre », structure pour la pratique des hauts grades maçonniques, que sept membres rejoignent. Quelques jours plus tard, sont introduits les premiers officiers de loge maçonnique, aînés de tous ceux de l'histoire de la maçonnerie sénégalaise.
La majorité des lettres capitulaires sont transmises via le baron Roger, gouverneur de la colonie se rendant régulièrement en France et permettant ainsi la communication avec l'hexagone. En 1827, le tableau de « La Parfaite Union », seule loge reconnue du Sénégal, affiche 27 adhérents. L'année 1834 marque l'accroissement du nombre de négociants au port St-Louis - donc de francs-maçons - ainsi que l'arrivée de marins bordelais, se mélangeant aux hommes métis à la Parfaite Union. Dès 1837, l'armateur et homme politique Hubert Prom est l'un des piliers du groupe dit des « bordelais » et participe donc à cette mutation interne.
L'historiographie maçonnique du Sénégal ne peut pas s'effectuer au début des années 1830. Pour cause, la Révolution de juillet, qui se déroule sur trois journées de fin juillet nommées Trois Glorieuses, cause une absence de documents, ceux-ci provenant majoritairement de la France. En 1837, un double événement se produit assez paradoxal : la loge maçonnique de « La Parfaite Union » est, par l'arrivée des Bordelais, en plein essor, mais sa trace est perdue. Auteurs et monologues s'accordent donc pour la qualifier « en sommeil ». Quelques décennies plus tard, le Grand Orient réinvestira la loge.

#### «L'Union Sénégalaise»

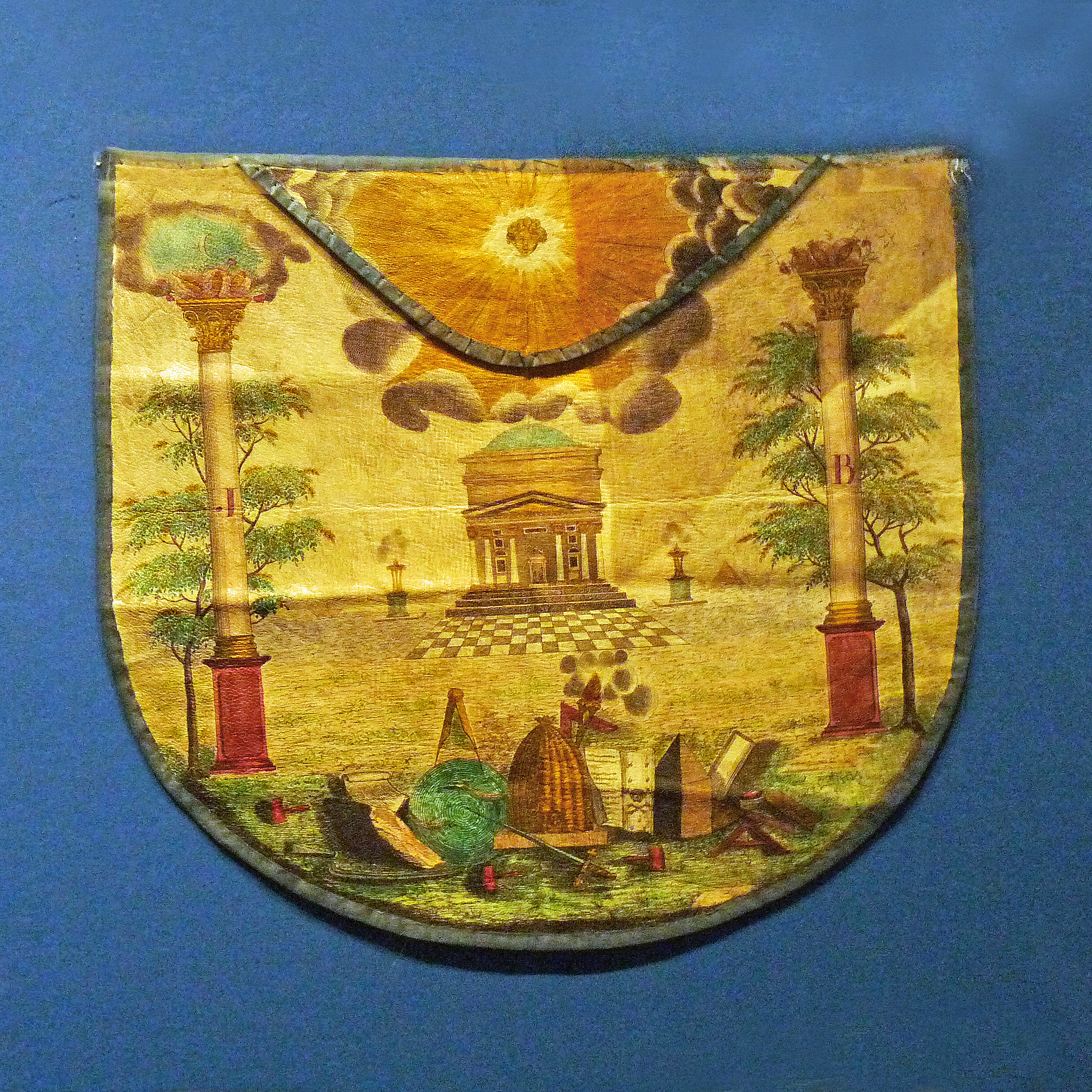
Tablier de maître du XIXe siècle au Rite français.

En mai 1874, à « La Parfaite Union », toujours dans le nord-ouest du pays, succède « L'Union Sénégalaise ». Celle-ci émerge aux prémices de la Troisième République, s'installe rue du Palmier et travaille au Rite français et écossais. Elle compte une quinzaine de membres et tous, perpétuant la tradition, sont marins et négociants. La loge est déclarée en septembre et annonce trente-quatre membres ainsi que de nombreux passages de grades, effectués avec dérogations, sans doute afin que la loge présente le nombre requis de maçons au grade de « maître » aux yeux du Grand Orient de France.
De 1876 à 1885, « L'Union Sénégalaise » est marquée par divers conflits internes et clivages en son sein. Plusieurs désagréments administratifs obligent la seule loge du pays à déménager rue de la Mosquée et s'annonce ensuite rue des Boufflers. La ville portuaire de Saint-Louis voit se développer un climat général de tension et d'hostilité à la franc-maçonnerie, annonçant dans le pays les prémices de l'antimaçonnisme. En juillet 1882, à la suite de plusieurs campagnes d'extériorisation afin de redorer son image, « L'Union Sénégalaise » initie le commerçant Biran Sady, retenu comme premier franc-maçon de nationalité sénégalaise de l'histoire. Les dettes s'accumulant envers le Grand Orient, celui-ci déclare en 1893 la loge portuaire comme irrégulière.

#### «Avenir du Sénégal»
La quatrième loge de l'histoire du Sénégal voit le jour peu après la disparition de la troisième. En juin 1893, « Avenir du Sénégal » est fondée. Sur les documents figure alors un sceau à références palméiformes largement inspirées de celui de « L'Union Sénégalaise ». Si la constitution du nouvel atelier maçonnique est demandée au Grand Orient, son vénérable est, lui, issu de la Grande Loge de France. Dès novembre 1894, la loge rencontre des divergences idéologiques, dues en partie à des revendications politiques et religieuses d'ordre anticléricales de la part de certains membres. Malgré la très faible importance de la loge, il s'ensuit démissions et procès. La franc-maçonnerie se heurte aussi aux islamistes intégristes.
Le climat étant particulièrement défavorable à « l'Avenir du Sénégal », la loge se disperse et sera presque inactive jusqu'à 1965, date à laquelle elle disparaît entièrement.

#### «Étoile Occidentale»à Dakar
En réaction aux difficultés de la quatrième loge sénégalaise est fondée, en novembre 1899, la loge maçonnique  « Étoile Occidentale ». Sa particularité est d'ordre géographique : la loge n'est non plus située à Saint-Louis, mais à Dakar, ville dont le développement se concrétise chaque jour davantage par l'implantation d'administrations et des maisons de commerce.

### AuXXesiècle

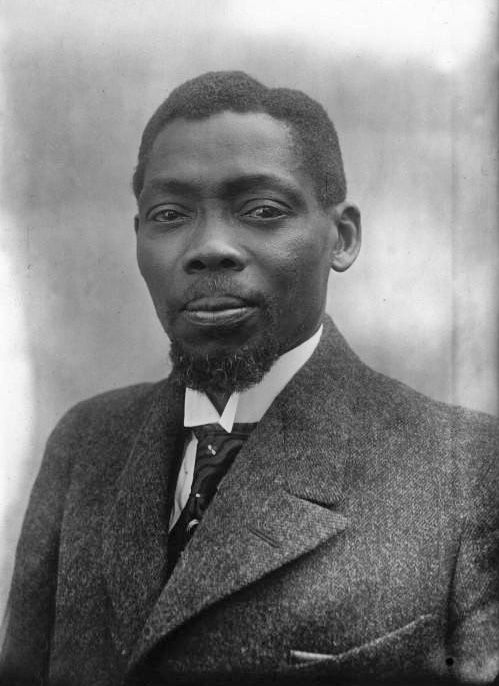
Blaise Diagne en 1921.

S'est joint à la loge créée 1899, l'atelier « L'Espérance Africaine », qui possède un chapitre et un conseil rattaché au Grand Collège des rites. L'atelier a disparu mais l’appellation a été conservée par le chapitre de hauts grades maçonniques et par le conseil.
Blaise Diagne, premier député africain élu à l'Assemblée nationale française en 1914, était devenu franc-maçon en 1899. En sa mémoire une loge « Blaise Diagne » a été fondée à Dakar en 1977 sous les auspices du Grand Orient de France, qui y compte également l'Étoile Occidentale ainsi que « Émir Abd el Kader », loge fondée à Rufisque (sud-est du Sénégal) en 1984[réf. souhaitée].
Depuis 1960, la Grande Loge de France possède la loge « Croix du Sud » no 775[réf. souhaitée].
La Grande Loge nationale française possède au Sénégal une Grande Loge de district dont dépendent douze loges[réf. souhaitée].
Enfin, il existe aussi une loge du Droit humain, « Fraternité Universelle ».
Le Réveil était une publication franc-maçonne sénégalaise[réf. souhaitée].

### Période contemporaine
En 2009, après vingt ans de catastrophes naturelles - onze au total - de nombreux temples maçonniques se trouvent ébranlés, empêchant la poursuite des activités qui s'y tenaient. Cela est une conséquence bien connue des francs-maçons du pays, qui subirent pendant trois siècles les aléas météorologiques.

## Représentation
En 2010, il y aurait 3 000 francs-maçons actifs au Sénégal, en particulier de jeunes adeptes, dont plus de 2 000 adhèrent à la Grande Loge de France[réf. souhaitée].